# Ernst von Possart

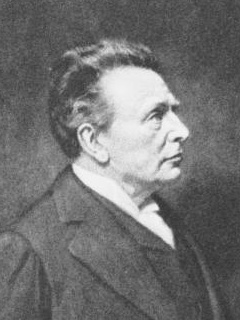
Ernst von Possart – Porträt von Georg Papperitz, 1909

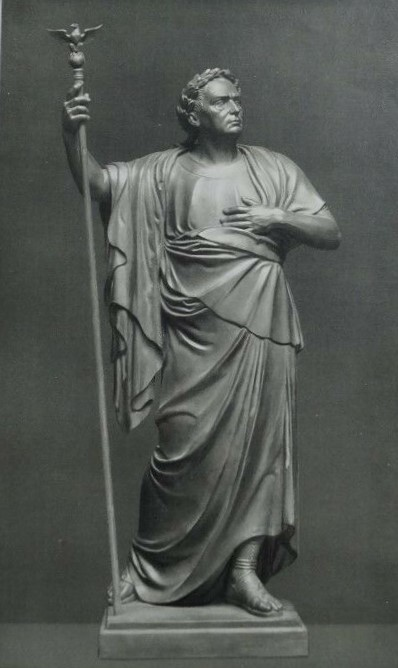
Ernst von Possart als Julius Caesar. Statuette von Heinrich Waderé

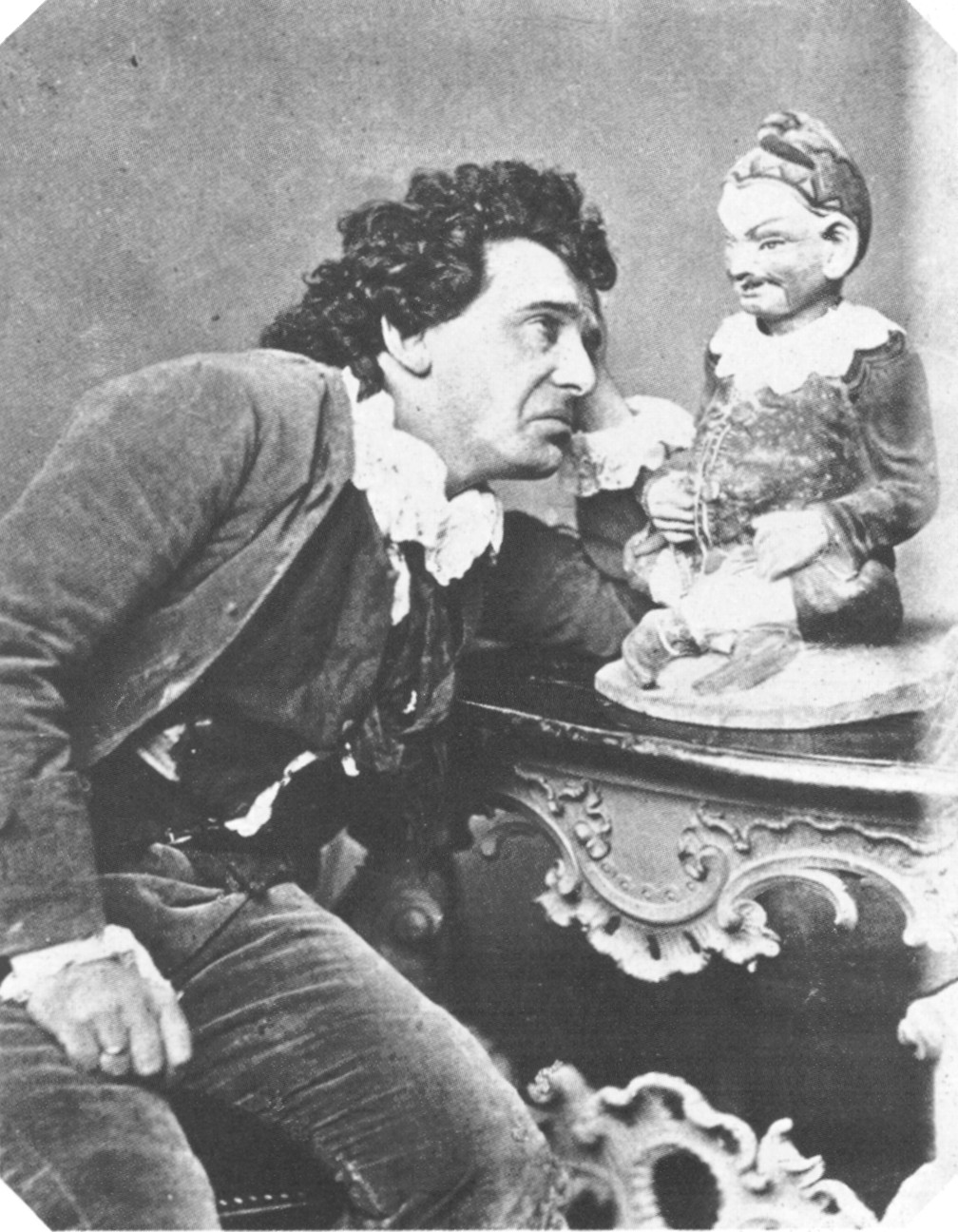
Ernst Possart als „Narziß“, ca. 1880

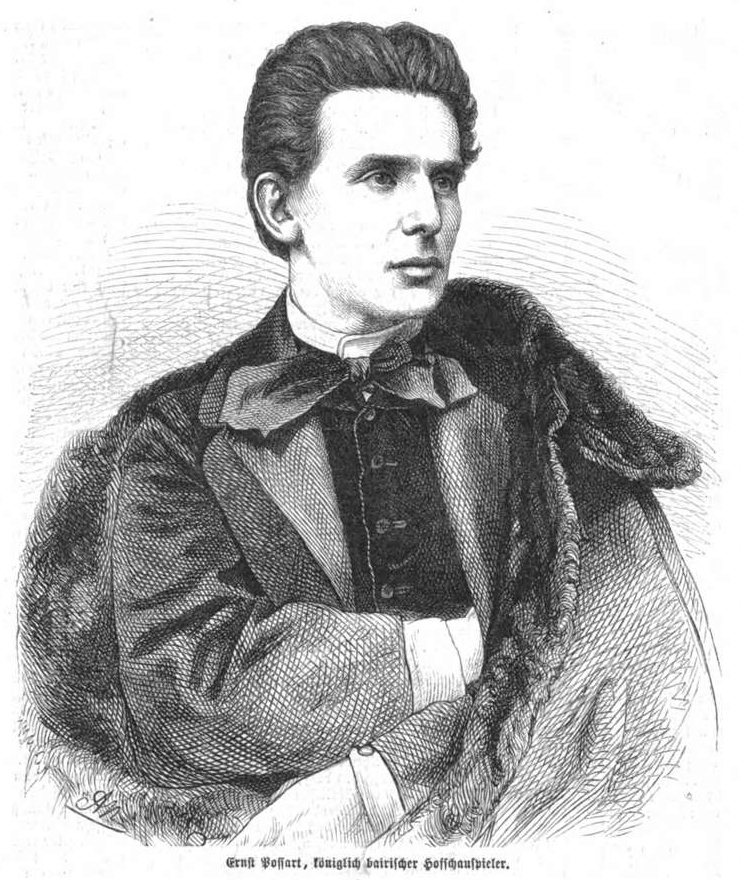
Ernst Heinrich Possart, 1867. Grafik von Adolf Neumann.

Ernst Heinrich Possart, seit 1897 Ritter von Possart (* 11. Mai 1841 in Berlin; † 8. April 1921 ebenda) war ein deutscher Schauspieler und Bühnenleiter.

## Leben
Possart war der Sohn des Berliner Kaufmanns Johann Christian Possart und dessen Ehefrau Wilhelmine Angelica Göhren. Der spätere Maler Professor Felix Possart war sein Bruder.
Er absolvierte eine dreijährige Lehrzeit als Buchhändler und wurde anschließend Schüler des Berliner Hofschauspielers Wilhelm Kaiser. Bereits mit zwanzig Jahren debütierte Possart 1861 erfolgreich am Urania-Theater in Breslau in der Rolle „Siegfried von Mörner“ in Der Prinz von Homburg (Heinrich von Kleist). Sein erstes Engagement in Breslau begann er 1861 mit zweiten Charakterrollen, und er konnte bereits im darauffolgenden Jahr nach Berlin wechseln, wo er bis 1863 auch Hauptrollen spielte.
1863 wurde er als Ersatz für Karl August Görner als Regisseur an das Hamburger Stadttheater berufen. Ab 1864 wirkte er als erster Charakterdarsteller am Hoftheater in München und hatte seinen künstlerischen Durchbruch als „Franz Moor“ in Die Räuber (Friedrich Schiller). Dort lernte er die später zur Kammersängerin ernannte Anna Deinet kennen, die er 1868 heiratete. Mit ihr hatte er vier Kinder, darunter Anna, die später unter dem Pseudonym bekannte Sängerin Ernesta Delsarta, und Cornelia, die nach ihrer Heirat unter dem Namen Rider-Possart als Pianistin bekannt wurde. 1883 ließen sich Possart und Deinet scheiden, um dann fünf Jahre später in New York erneut zu heiraten.
Seit 1873 war er Oberregisseur an der Hofbühne zu München, und 1878 avancierte er zum Schauspieldirektor. Parallel zu dieser Beförderung ernannte man Possart auch zum Professor. Zahlreiche Gastspiele, ebenso die von ihm in München 1880 veranstalteten Gesamtgastspiele machten seinen Namen in weiteren Kreisen bekannt. Im Jahr 1887 nahm er seine Entlassung aus dem Verband der Münchener Hofbühne, um in Amerika Gastrollen zu geben; ab 1888 war er Regisseur des Berliner Lessingtheaters.
1893 kehrte Possart nach München zurück und wurde Generaldirektor und Intendant der königlichen Hoftheater, womit eine der glanzvollsten Perioden dieser Bühne ihren Anfang nahm. Er trat dort auch weiterhin als Schauspieler und Regisseur auf. Als Anerkennung für seine in der Presse überaus positiv beurteilte Tätigkeit wurde er 1897 durch Prinzregent Luitpold mit dem Ritterkreuz des Verdienstordens der Bayerischen Krone beliehen. Damit verbunden war die Erhebung in den persönlichen Adelsstand und er durfte sich nach der Eintragung in die Adelsmatrikel Ritter von Possart nennen. 1903 erhielt er das Komturkreuz zu diesem Orden.
Nebenbei schrieb er ein modernes Schauspiel „Das Recht des Herzens“, das Ende 1898 in Köln und Anfang 1899 in Nürnberg aufgeführt wurde. 1897 begann eine intensive und sehr erfolgreiche Zusammenarbeit mit Richard Strauss als Deklamator von dessen Melodram „Enoch Arden“, das beide in diesem und den nächsten Jahren auf mehreren Konzertreisen in Deutschland zum Besten gaben, ab März 1899 auch das zweite Melodram von Strauss „Das Schloß am Meer“1). Zwischen 1900 und 1901 war er durch seine intensive Öffentlichkeitsarbeit maßgeblich an der Realisierung des mit dem Architekten Max Littmann konzipierten Bau des Prinzregententheaters beteiligt. 1904 wurde sein zweiter Dramentext „Vaterunser“ in der Vertonung von Hugo Röhr am Münchener Hoftheater uraufgeführt. Mit 64 Jahren zog sich Possart 1905 von seinen Ämtern am Hoftheater zurück, war aber weiterhin sehr aktiv als Rezitator tätig. Besondere Triumphe feierte er dabei mit dem Vortrag der Texte von Wagners Opern 1907 in mehreren Städten. Als 1919 seine Ehefrau starb, ließ sich Possart noch im selben Jahr in seiner Heimatstadt Berlin nieder.
Als Charakterdarsteller waren seine besten Rollen „Hamlet“, „Jago“, „Mephisto“, „Franz Moor“, „Nathan“, „Richard III.“, „Shylock“ u. v. a. Von Possart sind einige Phonographen-Aufnahmen im Deutschen Rundfunkarchiv in Wiesbaden vorhanden.
Possart gilt als einer der einflussreichsten Theaterfunktionäre im 19. Jahrhundert und als typischer Repräsentant des Hofbühnenwesens im deutschsprachigen Raum. U. a. war er maßgeblich an der Entdeckung und Förderung des berühmten Schauspielers Josef Kainz beteiligt.
Auch für das Opern- und Musikleben seiner Zeit war Possart eine entscheidende Figur. Als Generalintendant der Münchner Hofbühnen führte er in Zusammenarbeit mit den Dirigenten Hermann Levi und Richard Strauss deutsche Neuübersetzungen der Opern Mozarts auf. Mit prunkvoll ausgestatteten Aufführungen der Werke Richard Wagners in München hatte er sehr großen Erfolg und machte den noch jungen Bayreuther Festspielen unter Leitung Cosima Wagners große Konkurrenz.
Daneben trat Possart immer wieder als Rezitator von Melodramen hervor. Nachdem 1868 die Darstellung der Titelrolle in Robert Schumanns Melodram Manfred ein wichtiger Markstein in Possarts Karriere gewesen war, regte sein musikalisierender Rezitationsstil im Fin de Siècle etliche Komponisten zur Komposition weiterer Melodramen an. Sowohl die melodramatische Erstfassung der Königskinder von Engelbert Humperdinck (1897) als auch das Melodram Das Hexenlied von Max von Schillings (1902), das zu einem der populärsten Werke im wilhelminischen Deutschland avancierte, wären ohne Possarts melodramatische Vorlieben nicht entstanden.
Mit dem Schauspielerkollegen Emil Rohde (1839–1913), der zum persönlichen Freundeskreis von König Ludwig II. gehörte, verband Possart eine lebenslange Freundschaft.
Ernst Possart war auch dem 13 Jahre älteren Volkstheater-Dichter Arthur Müller (* 26. Juni 1828 in Namslau bei Breslau; † 10. April 1873 in München durch Freitod) sehr verbunden. Selbiger widersetzte sich in seinen Schauspielen staatlicher und kirchlicher Repression als etwas Unehrlichem und Verabscheuungswürdigem. Bei dem Begräbnis von Arthur Müller am 12. April 1873 auf dem alten Südfriedhof in München hielt Ernst Possart in seiner Eigenschaft als Hofschauspieler und Regisseur, vor allem aber als Freund die Abschiedsrede auf den Verstorbenen, nicht weit entfernt von seiner eigenen späteren Grabstätte. Hermann von Schmid schrieb 1876 in der Gartenlaube unter dem Titel Ein entlaufener Lehrling:

„Eines der ersten in München von Possart in Szene gesetzten Schauspiele soll ‚Gelbe Rosen‘ von Arthur Müller sein, dem talentvollen Dichter so vieler beliebter Bühnenstücke (‚Gute Nacht, Hänschen‘, ‚Die Verschwörung der Frauen‘), welcher so früh den Faden seiner Schöpfungen mit eigener Hand durchschnitt. Possart war mit Müller in innigster Weise befreundet und hat von ihm die Aufführung dieses letzten Werkes wie eine Art Vermächtnis übernommen, das er in seltener, über den Tod hinausreichender Freundestreue zu erfüllen gedenkt.“

Ernst Possart starb 1921 einen Monat vor seinem 80. Geburtstag in Berlin.

## Familie
Possart heiratete 1868 die ebenfalls in München engagierte Opernsängerin Anna Deinet (1843–1919). Dieser Ehe entstammten vier Kinder, Cornelia (1865–1963), Herrmann (* 1868), Maxi (* 1871) und Anna (1875–1946). Cornelia, die nach ihrer Heirat den Namen Rider-Possart führte, wurde als Pianistin bekannt. Anna schlug wie die Mutter eine Gesangslaufbahn ein, zuerst unter dem Künstlernamen Ernesta Delsarta, nach der Heirat mit dem Tenor Robert Hutt auch als Anna Hutt bekannt.
1883 ließen sich Ernst von Possart und Anna Deinet scheiden, um fünf Jahre später in New York erneut zu heiraten.

## Grabstätte

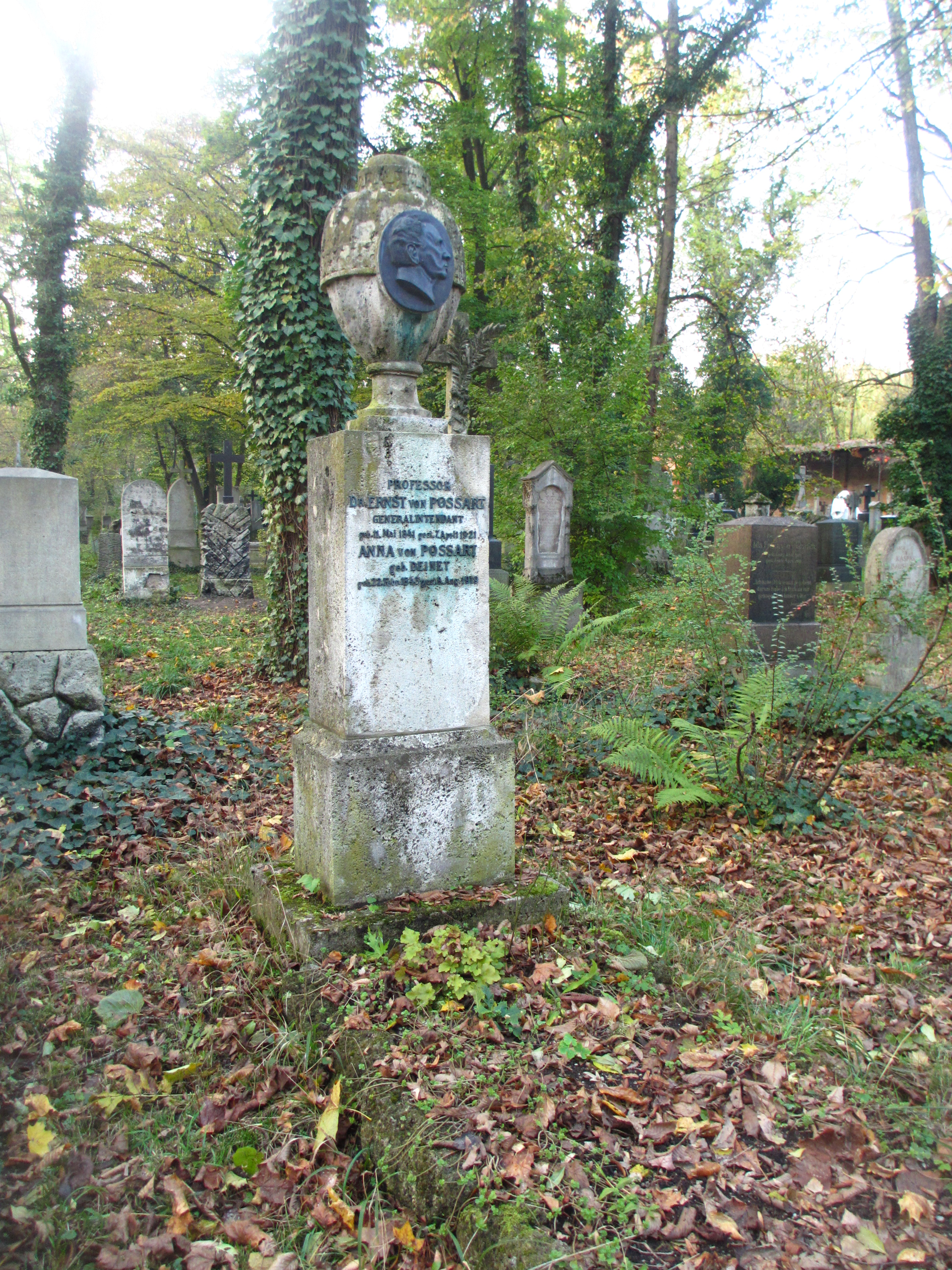
Grab von Ernst Possart auf dem Alten Südlichen Friedhof in München

Die Grabstätte von Ernst Possart befindet sich auf dem Alten Südlichen Friedhof in München (Gräberfeld 31 – Reihe 1 – Platz 30) Standort. In dem Grab befindet sich auch seine Frau Anna und die zwei (Herrmann, Maxi) der vier Kinder.

## Namensgeber für Straße
Nach Ernst Possart wurde 1902 in München im Stadtteil (Stadtbezirk 13 – Bogenhausen | Altbogenhausen)⊙ die Possartstraße benannt.

## Ehrungen
- Ehrendoktor (Dr. phil. h. c.) der Ludwig-Maximilians-Universität München
- 1897 Erhebung in den persönlichen Adelsstand als Ritter von Possart
- Verleihung der Satyr-Knöpfe als bedeutendster Schauspieler seiner Zeit

## Werke
- Der Lehrgang des Schauspielers. In: Spemanns goldenes Buch des Theaters. Spemann, Berlin und Stuttgart 1902, Nr. 871–885.
- Die Kunst des Sprechens. 1907.
- Erlebtes und Erstrebtes. 1916.

## Schüler (Auswahl)
- Amalie Cramer
- Ferdinand Bonn